# Bahnstrecke Avranches–Saint-James
| Boulevard de l’Est in Avranches (heute Boulevard de l’Amiral-Gauchet) |                     |                                                      |                                                      |
| Ehemaliger Streckenverlauf auf einer Karte von 2022 |                     |                                                      |                                                      |
| Streckenlänge: | 17 km               |                                                      |                                                      |
| Spurweite: | 1000 mm (Meterspur) |                                                      |                                                      |
| Streckengeschwindigkeit: | 20 km/h             |                                                      |                                                      |
| |                     |                                                      |                                                      |
| \| \| \| Tramway Granville–Avranches–Sourdeval von Granville \| \| \| \| Avranches-Etat \| \| \| \| Tramway Granville–Avranches–Sourdeval nach Sourdeval[1] \| \| \| \| Tramway d’Avranches Rue de la Liberte[2][3] \| \| \| \| Avranches-Est \| \| \| \| Verbindung zur Tramway Granville–Avranches–Sourdeval \| \| \| \| Saint-Martin – Saint-Quentin \| \| \| \| Le Val-Saint-Père \| \| \| \| Pontaubault \| \| \| \| Steinbrücke über die Sélune \| \| \| \| Pontaubault-Bourg \| \| \| \| Le Vey \| \| \| \| Juilley \| \| \| \| Le Haute-de-la-Lande \| \| \| \| Saint-Senier-en-Beuvron \| \| \| \| La Croisette \| \| \| \| Saint-James[4][5] \| |                     |                                                      |                                                      |
| Strecke von rechts (außer Betrieb) |                     | Tramway Granville–Avranches–Sourdeval von Granville  | Tramway Granville–Avranches–Sourdeval von Granville  |
| Bahnhof (Strecke außer Betrieb) |                     | Avranches-Etat                                       | Avranches-Etat                                       |
| U-Bahn-Abzweig mit Eisenbahn geradeaus und nach links (Strecke außer Betrieb) · Strecke quer (außer Betrieb) |                     | Tramway Granville–Avranches–Sourdeval nach Sourdeval | Tramway Granville–Avranches–Sourdeval nach Sourdeval |
| U-Bahn-Abzweig nach links und von links (Strecke außer Betrieb) · U-Bahn-Kopfbahnhof Streckenende und quer (Strecke außer Betrieb) |                     | Tramway d’Avranches Rue de la Liberte                | Tramway d’Avranches Rue de la Liberte                |
| U-Bahn-Strecke (außer Betrieb) · Kopfbahnhof Streckenanfang (Strecke außer Betrieb) |                     | Avranches-Est                                        | Avranches-Est                                        |
| U-Bahn-Strecke nach links (außer Betrieb) · U-Bahn-Abzweig geradeaus und nach rechts (Strecke außer Betrieb) |                     | Verbindung zur Tramway Granville–Avranches–Sourdeval | Verbindung zur Tramway Granville–Avranches–Sourdeval |
| Haltepunkt / Haltestelle (Strecke außer Betrieb) |                     | Saint-Martin – Saint-Quentin                         | Saint-Martin – Saint-Quentin                         |
| Haltepunkt / Haltestelle (Strecke außer Betrieb) |                     | Le Val-Saint-Père                                    | Le Val-Saint-Père                                    |
| Bahnhof (Strecke außer Betrieb) |                     | Pontaubault                                          | Pontaubault                                          |
| |                     | Steinbrücke über die Sélune                          |                                                      |
| Haltepunkt / Haltestelle (Strecke außer Betrieb) |                     | Pontaubault-Bourg                                    | Pontaubault-Bourg                                    |
| Haltepunkt / Haltestelle (Strecke außer Betrieb) |                     | Le Vey                                               | Le Vey                                               |
| Bahnhof (Strecke außer Betrieb) |                     | Juilley                                              | Juilley                                              |
| Haltepunkt / Haltestelle (Strecke außer Betrieb) |                     | Le Haute-de-la-Lande                                 | Le Haute-de-la-Lande                                 |
| Haltepunkt / Haltestelle (Strecke außer Betrieb) |                     | Saint-Senier-en-Beuvron                              | Saint-Senier-en-Beuvron                              |
| Bahnhof (Strecke außer Betrieb) |                     | La Croisette                                         | La Croisette                                         |
| Kopfbahnhof Streckenende (Strecke außer Betrieb) |                     | Saint-James                                          | Saint-James                                          |

Die Bahnstrecke Avranches–Saint-James (französisch Le tramway Avranches à Saint-James) war eine 17 Kilometer lange Meterspurbahn am Ärmelkanal im Département Manche in der französischen Region Normandie, die im am 29. Juli 1901 in Betrieb genommen wurde und bis 31. Dezember 1933 betrieben wurde.

## Genehmigung
Präsident Émile Loubet genehmigte am 8. Juni 1899 die Errichtung der mit Lokomotiven betriebenen Sekundärbahnstrecke. Bereits zuvor, am 18. Mai 1899, hatte der Präfekt des Departements Manche mit den Brüdern Paul und Edmond Beldant und François Baërt, einem Unternehmern für öffentliche Arbeiten in Le Mans, eine Vereinbarung den Bau und den Betrieb der Strecke sowie insbesondere über die Rückübertragung der Straßenbahn nach Ablauf der Konzession abgeschlossen.
Das Departement verpflichtete sich, zwei Lokomotiven, acht Personenwagen, zwei geschlossene Güterwagen und zwölf offene Güterwagen zu finanzieren, vorbehaltlich der Rückgabe am Ende der Konzession, und überließ kostenlos die Flächen der öffentlichen Straßen jeder Kategorie, die für den Unterbau der Strecke und ihrer Nebenanlagen erforderlich waren. In einer Festpreisvereinbarung wurden die Tarife für die Infrastruktur (Studien, Grundstücke und Arbeiten), den Oberbau (Gleise, festes Material und Stationen) und das rollende Material festgelegt.
Laut Lastenheft sollte die Straßenbahn auf den folgenden öffentlichen Straßen verkehren: Boulevard du Sud in Avranches, Chemin de Grande Communication Nr. 47, Nationalstraße Nr. 176 und Chemin de Grande Communication Nr. 12. Folgende Stationen oder Haltestellen sollten für den Personenverkehr eingerichtet werden: Avranches-Est (Station), Saint-Martin-Saint-Quentin (Haltestelle), Pontaubault (Station, Anschluss an die Westlinie), Bourg de Pontaubault (Haltestelle), Le Vey (Haltestelle), Juilley (Station), Le Haut-de-la-Lande (Haltestelle), Saint-Senier-de-Beuvron (Station), Saint-James (Station).
Die  Spurweite sollte 1000 mm betragen, die Mindestanzahl der Fahrten pro Tag war auf drei in jede Richtung festgelegt, ein Zug durfte nicht mehr als zwölf Wagen haben, nicht länger als 60 Meter sein und seine Geschwindigkeit durfte höchstens 20 km/h betragen.

## Betrieb
Die Lokalbahn wurde am 29. Juli 1901 von der Compagnie des Tramways Normands (TN) in Betrieb genommen, am selben Tag wie die Strecke von Pontorson nach Mont-Saint-Michel.
In der Nachkriegszeit des Ersten Weltkriegs hinterfragte der Generalrat des Departements Manche  1921 die Zukunftsfähigkeit der Lokalbahn und übernahm das Netz im Jahr 1926. Im Jahr 1928 übergaben die Compagnie des Tramways Normands (TN) den Betrieb an die Société des Chemins de Fer de la Manche (CFM).
Die Strecke wurde 1933 stillgelegt. Im Mai 1938 wurde sie vom Conseil général de la Manche deklassiert und musste abgebaut werden.

## Streckenverlauf
Die meterspurige Strecke begann am Bahnhof Avranches-Est am Boulevard de l'Est (heute Place du Tramway am Boulevard de l’Amiral-Gauchet), wo es zwischen 1907 und 1914 eine Umsteigemöglichkeit zur elektrischen Straßenbahn gab. Die Strecke war 17 km bzw. einschließlich der für den Personenverkehr elektrisch betriebenen Verbindungsbahn der Tramway d’Avranches 21,117 km lang.
Sie führte über Saint-Martin-des-Champs, wo noch heute der Bahndamms im Tal von La Bourdonnière sichtbar ist, über Saint-Quentin-sur-le-Homme in Le Grand-Chien nach Pontaubault, wo sie die Sélune auf der heute noch erhaltenen Steinbrücke überquerte. Dort gab es eine Umsteigemöglichkeit nach Dol-de-Bretagne (Ille-et-Vilaine) oder Saint-Lô oder Saint-Hilaire-du-Harcouët.
Über Juilley und Saint-Senier-de-Beuvron in La Croisette führte die Strecke schließlich nach Saint-James.

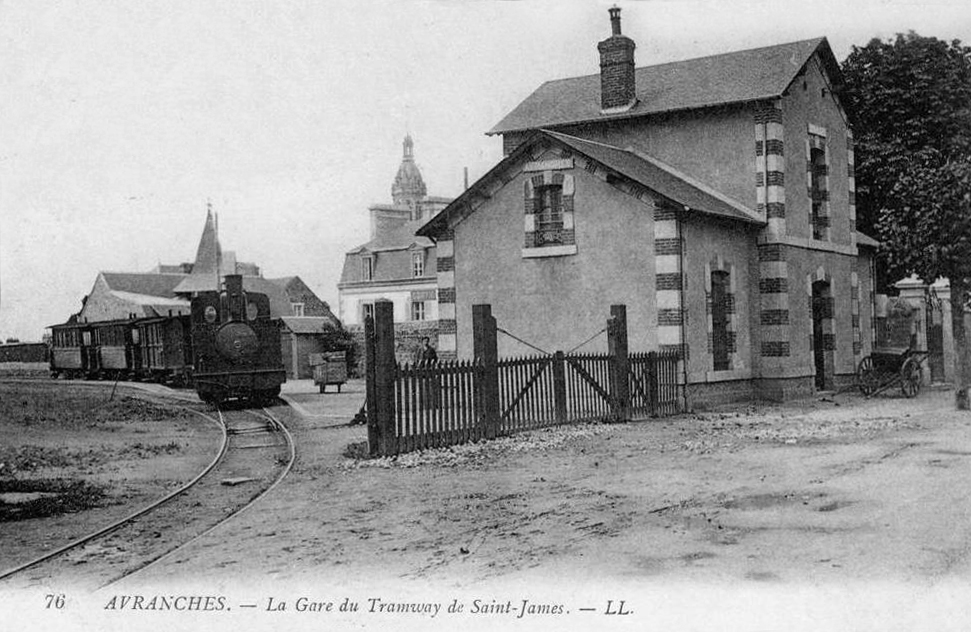
Anfangsbahnhof Avranches-Est
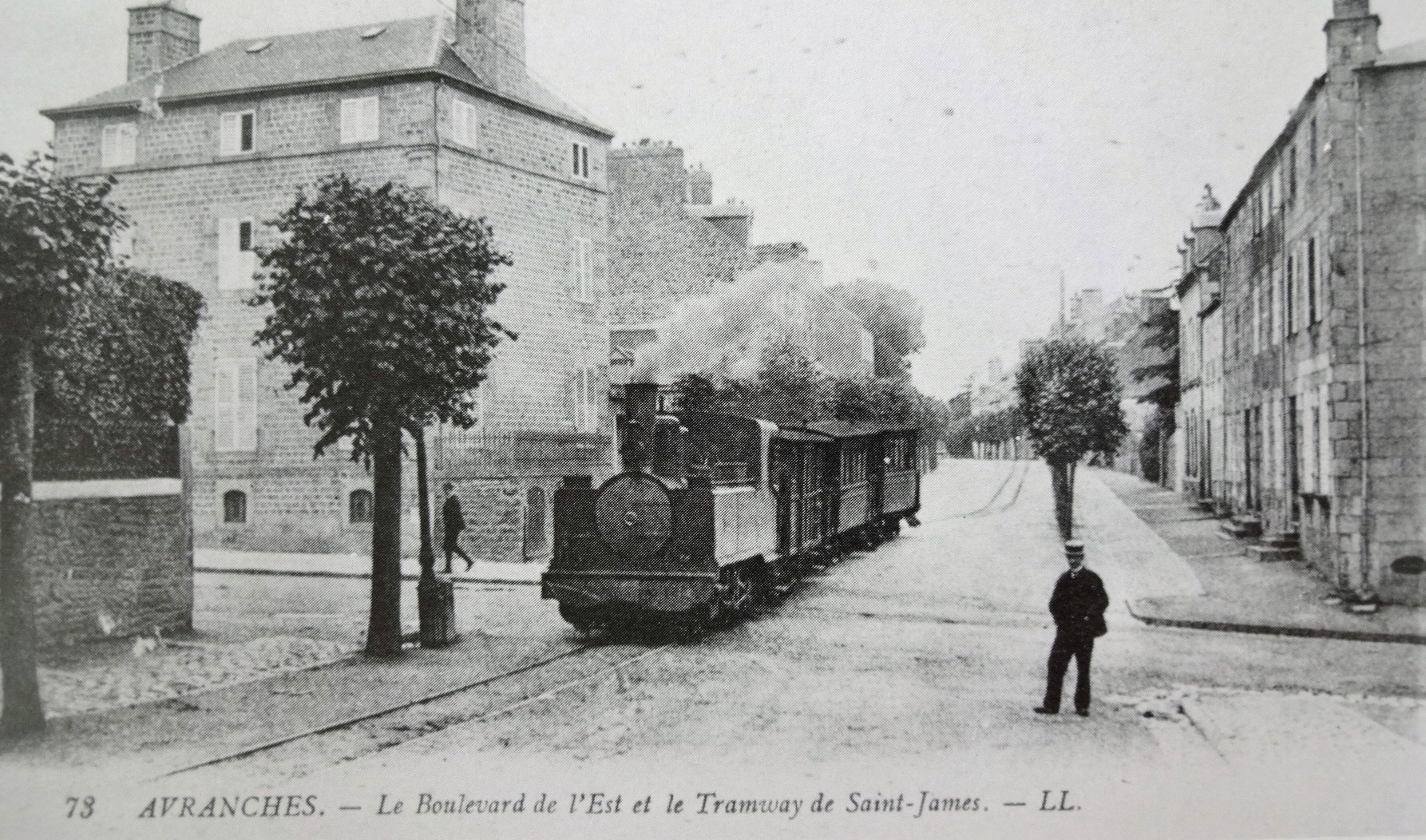
Le boulevard de l'Est in Avranches
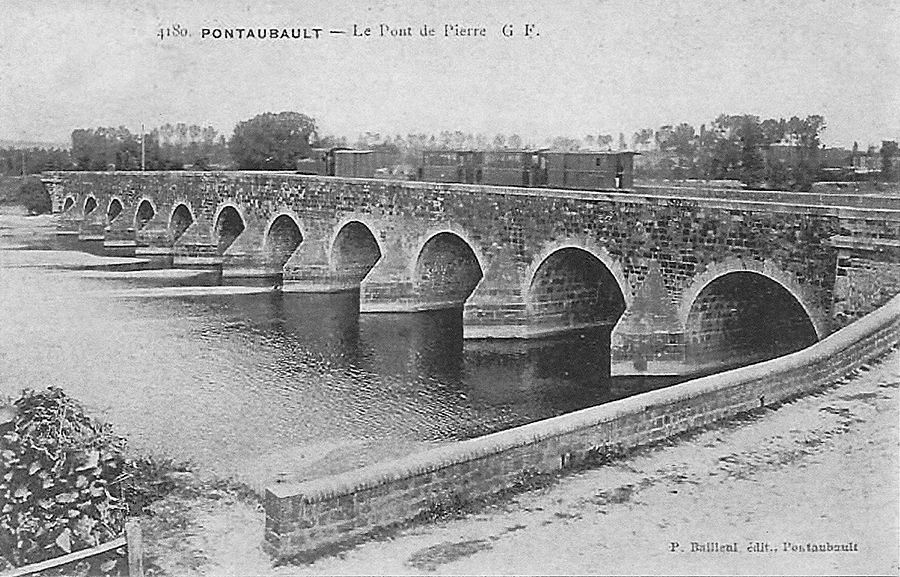
Brücke über  die Sélune in Pontaubault
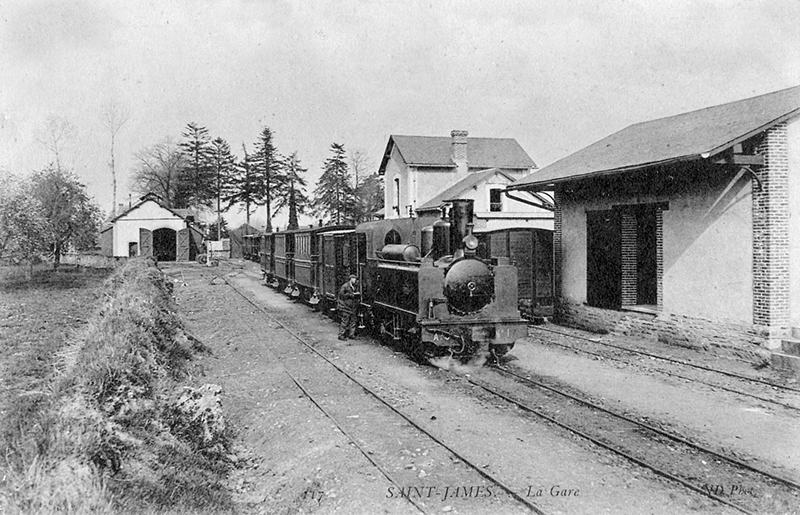
Endbahnhof Saint-James